# Polzow
Polzow település Németországban, Mecklenburg-Elő-Pomeránia tartományban. Lakosainak száma 255 fő (2023. december 31.).

## Népesség
A település népességének változása:
| Lakosok száma | 240  | 243  | 253  | 261  | 255  |
|               | 2017 | 2019 | 2021 | 2022 | 2023 |